# Tambari Dan Kabao
Tambari Dan Kabao (auch: Tambari Dan Kiyabaou) ist ein Dorf im Arrondissement Zinder V der Stadt Zinder in Niger.

## Geographie
Das von einem traditionellen Ortsvorsteher (chef traditionnel) geleitete Dorf befindet sich südöstlich des Stadtzentrums im ländlichen Gemeindegebiet von Zinder, der Hauptstadt der gleichnamigen Region Zinder. Zu den Nachbardörfern von Tambari Dan Kabao zählen Rimi Rimi im Norden, Garin Gona im Nordosten, Tsougounia im Osten und Baban Tapki im Westen.
Wie im gesamten Gemeindegebiet von Zinder herrscht das Klima der Sahelzone vor, mit einer durchschnittlichen jährlichen Niederschlagsmenge zwischen 300 und 400 mm.

## Bevölkerung
Bei der Volkszählung 2012 hatte Tambari Dan Kabao 698 Einwohner, die in 85 Haushalten lebten.

## Wirtschaft und Infrastruktur
Es gibt eine Schule im Dorf.